# Celldweller
Celldweller är ett Detroit-baserat Elektronisk rock-projekt som skapades av multi-instrumentalisten Klayton, vars riktiga namn är Scott Albert.
Scott Albert har tidigare varit låtskrivare för Circle of Dust, Argyle Park, Angeldust, och flera andra. 
Celldwellers musik klassas som electro rock eller bara rent av en blandning av rock och trancemusik.

## Diskografi
Studioalbum
- 2003 - Celldweller
- 2008 - Soundtrack for the Voices in My Head Vol. 1
- 2012 - Wish Upon a Blackstar
- 2012 - Soundtrack for the Voices in My Head Vol. 2
- 2013 - Soundtrack for the Voices in My Head Vol. 3
- 2014 - End of an Empire

Remixalbum
- 2011 - The Complete Cellout Vol. 1
- 2012 - Remixed Upon a Blackstar

Livealbum
- 2012 - Live Upon a Blackstar

Samlingsalbum
- 2004 - The Beta Cessions
- 2009 - I Believe You Remixes
- 2009 - Under My Feet Remixes
- 2009 - Fadeaway Remixes
- 2011 - Louder Than Words Remixes
- 2011 - So Long Sentiment Remixes
- 2011 - Eon Remixes
- 2012 - I Can't Wait Remixes
- 2012 - The Best It's Gonna Get Remixes
- 2014 - Gift For You / The Lucky One / Tainted Remixes
- 2014 - Demo Vault Vol. 01
- 2014 - Demo Vault Vol. 02